# Biełgorod (stacja kolejowa)
Biełgorod – stacja kolejowa w Biełgorodzie, w obwodzie biełgorodzkim, w Rosji. Znajdują się tu 3 perony.